# Момайни
Момайни (пол. Momajny) — село в Польщі, у гміні Барцяни Кентшинського повіту Вармінсько-Мазурського воєводства.
Населення — 120 осіб (2011).

## Історія
Село засноване у XIV столітті. Перша згадка про костел 1373 року.
Під час другої світової війни у Момайнах знаходився табір радянських військовополонених.
У часи Польської Народної Республіки у селі існувала школа, бібліотека та кіно на 30 місць.
У 1975-1998 роках село належало до Ольштинського воєводства.

## Демографія
Демографічна структура станом на 31 березня 2011 року:
|          | Загалом | Допрацездатний вік | Працездатний вік | Постпрацездатний вік |
| -------- | ------- | ------------------ | ---------------- | -------------------- |
| Чоловіки | 59      | 12                 | 40               | 7                    |
| Жінки    | 61      | 12                 | 36               | 13                   |
| Разом    | 120     | 24                 | 76               | 20                   |